# Dubrowinskaja
Dubrowinskaja (ros. Дубровинская) – wieś w Rosji, w rejonie wożegodskim obwodu wołogodzkiego. W 2010 r. liczyła 30 mieszkańców.